# Жевезе
Жевезе (фр. Gévezé) — коммуна на северо-западе Франции, находится в регионе Бретань, департамент Иль и Вилен, округ Ренн, кантон Мелес. Расположена в 12 км к северо-западу от Ренна, в 8 км от национальной автомагистрали N12.
Население (2018) — 5 411 человек. 

## Достопримечательности
- Церковь Святой Жюстины XVI—XVIII веков, впоследствии неоднократно перестраиваемая
- Шато де Бове XVII века
- Развалины старинного шато де Севинье, бывшей резиденции семьи де Севинье

## Экономика
Структура занятости населения:
- сельское хозяйство — 8,6 %
- промышленность — 5,5 %
- строительство — 8,7 %
- торговля, транспорт и сфера услуг — 36,8 %
- государственные и муниципальные службы — 40,5 %

Уровень безработицы (2018) — 6,2 % (Франция в целом —  13,4 %, департамент Иль и Вилен — 10,4 %). 

Среднегодовой доход на 1 человека, евро (2018) — 23 850 (Франция в целом — 21 730, департамент Иль и Вилен — 22 230).

## Демография
Динамика численности населения, чел.

## Администрация
Пост мэра Жевезе с 2008 года занимает Жан-Клод Руо (Jean-Claude Rouault). На муниципальных выборах 2020 года возглавляемый им правый список был единственным.
| Период | Период | Фамилия       | Партия                      | Примечания                                        |
| ------ | ------ | ------------- | --------------------------- | ------------------------------------------------- |
| 1965   | 1983   | Леон Юше      |                             | механик                                           |
| 1983   | 2001   | Жан Пинель    |                             | директор компании, инженер по сельскому хозяйству |
| 2001   | 2008   | Поль Кордонье | Разные правые               | менеджер по продажам                              |
| 2008   |        | Жан-Клод Руо  | Республиканцы Разные правые | жандарм в отставке                                |

## Города-побратимы
- Бротон Астли, Великобритания

## Галерея

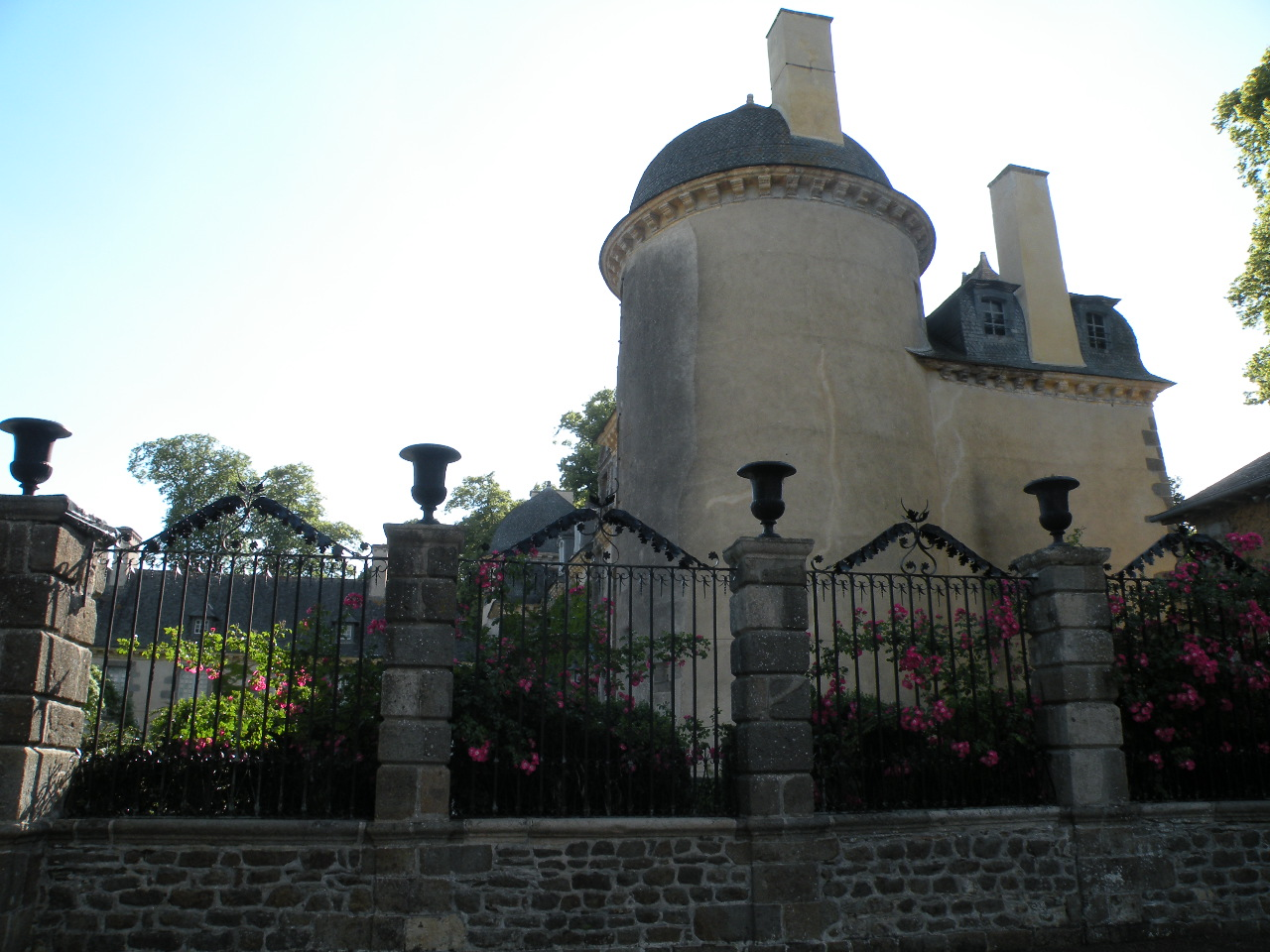
Шато де Бове
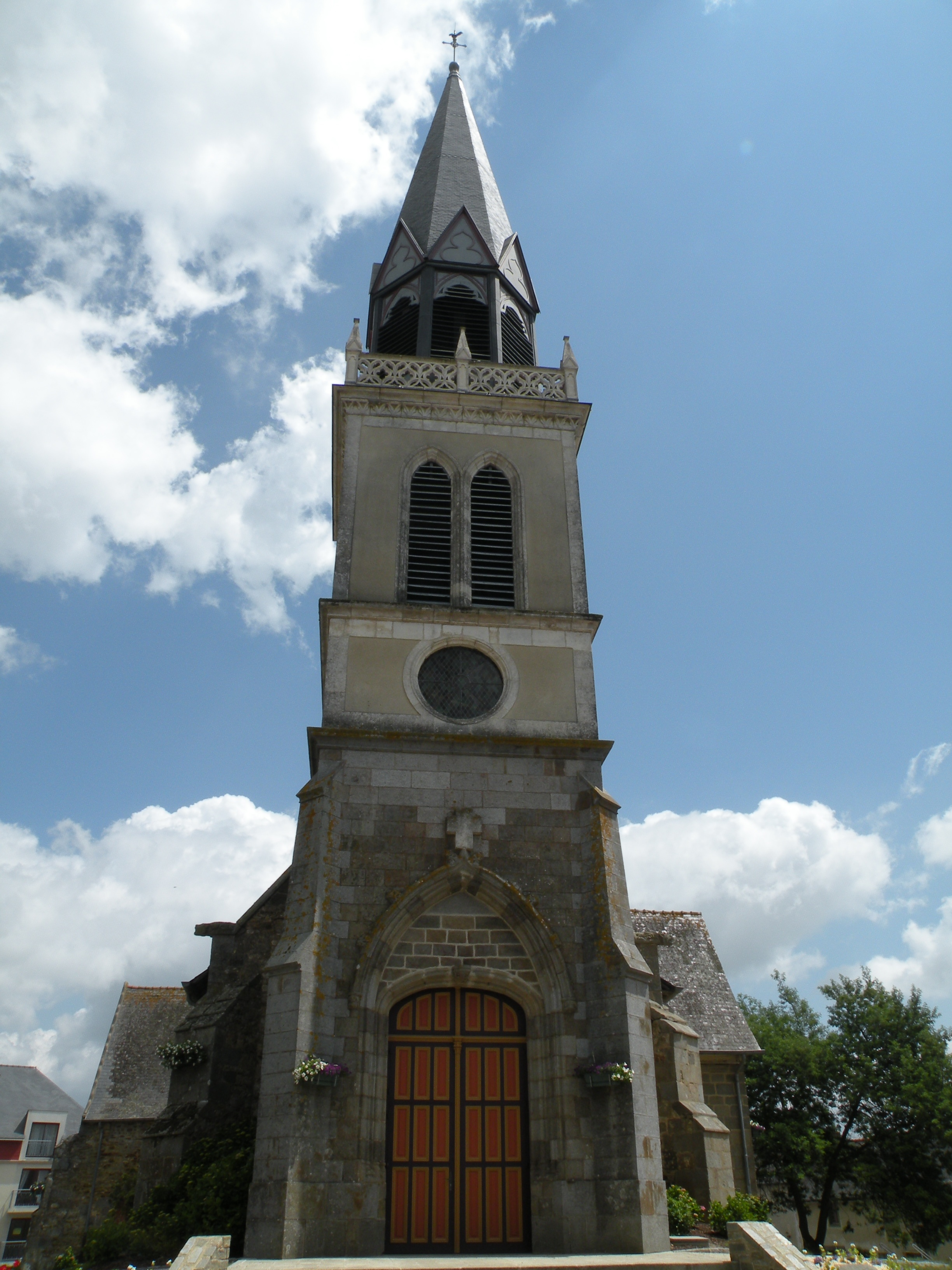
Церковь Святой Жюстины